# لوون آلویان
لوون ملیکی آلویان (ارمنی: Լևոն Մելիքի Ալոյան؛  زادهٔ ۴ دسامبر ۱۹۲۵ - درگذشته ۱۴ آوریل ۱۹۹۸) نوازنده فلوت، موسیقی‌دان اهل ارمنستان بود. وی بین سال‌های - تا - میلادی فعالیت می‌کرد.

## زندگی‌نامه
وی در ۴ دسامبر ۱۹۲۵ در تفلیس به دنیا آمد و کنسرواتوار دولتی کومیتاس ایروان (۱۹۵۲) فارغ‌التحصیل گشت. وی در تالار آکادمی ملی اپرا و باله آلکساندر اسپنداریان و کالج دولتی موسیقی رومانوس ملیکیان فعالیت می‌کرد. همچنین برندهٔ جوایزی همچون هنرمند شایسته ارمنستان شوروی (۱۹۵۷) شده است. وی در ۱۴ آوریل ۱۹۹۸ در سن ۷۲ سالگی در ایروان درگذشت.